# Marla Adams
Marla Vene Adams (Ocean City, Nueva Jersey, 28 de agosto de 1938 – Los Ángeles, California, 25 de abril de 2024)[cita requerida] fue una actriz estadounidense, conocida especialmente por haber interpretado los papeles de Belle Clemens en la telenovela de la CBS The Secret Storm (1968 a 1974) y Dina Abbott Mergeron en la telenovela de la CBS The Young and the Restless. Recibió el Premio Daytime Emmy a la mejor actriz de reparto en una serie dramática por su papel en The Young and the Restless en 2021. 

## Biografía

### Inicios
Adams nació en Ocean City, Nueva Jersey. De adolescente, ganó los concursos de «Miss Ocean City» y «Miss Cape May». Fue nombrada «Miss Diamond Jubilee» en la celebración del 75 aniversario de su ciudad natal en 1954. Adams se graduó en el Ocean City High School dos años más tarde. Estudió interpretación en la Academia Americana de Arte Dramático en Nueva York.

### Años 60-70
Participó en las obras teatrales The Mikado, The Devil's a Stranger, Deathtrap, Inherit the Wind  (coprotagonizada con Ed Begley Jr.) y Roger the Sixth (coprotagonizada con Dorothy Lamour).
Tras graduarse, Adams consiguió el papel de Ottilie Schill en la producción de Broadway La visita de la anciana dama, que se representó del 5 de mayo al 29 de noviembre de 1958 en el Morosco Theatre. Actuó junto a Alfred Lunt y Lynn Fontanne. 
Debutó en el cine en 1961 junto a Natalie Wood en el drama de época Splendor in the Grass.
Representó a Mildred Deal en Hospital General en 1963. En 1968 interpretó a Belle Clemens en The Secret Storm, papel que desempeñó hasta la cancelación de la serie en 1974, donde fue la malvada, empeñada en destruir la vida de la heroína de la serie, Amy Ames (Jada Rowland).

### Años 80-90
A lo largo de su carrera, Adams también hizo [aparición especial|apariciones especiales|]] en producciones comoThe New Dick Van Dyke Show, Harry O, Marcus Welby, M.D., Barnaby Jones. Hill Street Blues, Matlock, Who's the Boss? y La Bella y la Bestia. Actuó en una producción de The Odd Couple, coprotagonizada por Lee Meriwether. Interpretó a Ruth en la película para televisión The Secret Night Caller (1975), coprotagonizada por Robert Reed, también protagonizó Adam-12 y Starsky y Hutch. Adams apareció en la comedia Special Delivery (1976). The Streets of San Francisco, The Love Boat, Carter Country, Hart to Hart, Archie Bunker's Place y Días felices. En 1981 participó en The Max Factor, coprotagonizada por Cesar Romero.
En la década de los ochenta trabajó en las telenovelas de la CBS Capitol, en el papel de Myrna Clegg (1983), y en The Young and the Restless (1983), en el papel de Dina Abbott Mergeron, que interpretó hasta 1986. 
También actuó en las películas para televisión Concrete Beat (1984), en el papel de Cathy, Gotcha! (1985), y Maybe Baby (1988) como Shirley.
Actuó como invitada en un episodio de Empty Nest en 1989. Adams interpretó a Helen Mullins en la telenovela de la NBC Generations de 1989 a 1990. Adams interpretó a Beth Logan en la telenovela de la CBS The Bold and the Beautiful en diciembre de 1990. El papel había sido interpretado anteriormente por Nancy Burnett.
En 1991 Adams hizo un breve regreso al papel de Dina en The Young and the Restless (lo haría de nuevo en 1996). y es emismo año actuó en el musical Les Ms. en el Odyssey Theatre de Los Ángeles. También coprotagonizó con Don Knotts la obra Last of the Red Hot Lovers.
Durante estas décadas continuó participando como estrella invitada en series o películas para la televisión como Perfect Strangers o The Golden Girls, White Hot: The Mysterious Murder of Thelma Todd (1991), Marilyn and Me (1991), interpretando a  Gladys Baker, la madre de Marilyn Monroe  o Baywatch, en 1992.
Fue la Dra. Claire McIntyre en la telenovela de la NBC Days of Our Lives, emitida por primera vez el 3 de febrero de 1999. Interpretó el papel hasta el 2 de septiembre de 1999. También tuvo un papel recurrente como Betsy Harper en Walker, Texas Ranger de 2000 a 2001.

### Años 2000
En 2000, interpretó a la Primera Dama Matthews en la película para televisión The President's Man, protagonizada por Chuck Norris y Dylan Neal.
En 2008 volvió a su papel de Dina durante tres episodios en The Young and the Restless. Adams regresó de forma recurrente nueve años después, en 2017. Recibió su primera nominación al Daytime Emmy Award por Actriz de reparto sobresaliente en 2018. 
La última aparición en el cine de Marla Adams fue en Beneath the Leaves en 2019. 
El 25 de junio de 2021 recibió el premio «Daytime Emmy» a la actriz de reparto sobresaliente en una serie dramática.
Marla Adams murió de cáncer en Los Ángeles el 25 de abril de 2024, a la edad de 85 años.

## Filmografía

### Cine
| Año  | Título                | Papel            | Notas |
| ---- | --------------------- | ---------------- | ----- |
| 1961 | Splendor in the Grass | June             |       |
| 1976 | Special Delivery      | Mrs. Hubert Zane |       |
| 1985 | Gotcha!               | Maria            |       |
| 2019 | Beneath the Leaves    | Nadine           |       |

### Televisión
| Años      | Título                                          | Papel                                                 | Notas |
| --------- | ----------------------------------------------- | ----------------------------------------------------- | --- |
| 1963      | General Hospital                                | Mildred Deal                                          | |
| 1968–1974 | The Secret Storm                                | Belle Clemens Britton Kincaid                         | Papel de contrato                                                                                         |
| 1973      | The New Dick Van Dyke Show                      | Gloria; Brenda                                        | Episode: "What Your Best Friend Doesn't Know"                                                             |
| 1974      | Harry O                                         | Janet Rankin                                          | Episodio: "Shadows at Noon"                                                                               |
| 1974–1976 | Marcus Welby, M.D.                              | Olivia Randall; Marian Blakely                        | 3 episodios                                                                                               |
| 1974–1978 | Barnaby Jones                                   | Eleanor Raymond; Sandra Lassiter; Audrey Meyer        | 3 episodios                                                                                               |
| 1975      | The Secret Night Caller                         | Ruth                                                  | Television film Uncredited role                                                                           |
| 1975      | Adam-12                                         | Mildred Bell                                          | Episodio: "Dana Hall"                                                                                     |
| 1975      | Starsky & Hutch                                 | Sheila                                                | Episodio: "Captain Dobey, You're Dead!"                                                                   |
| 1975      | Mobile One                                      |                                                       | Episodio: "Murder at Fourteen"                                                                            |
| 1975–1978 | Emergency!                                      | Mrs. Anderson; paciente de la telenovela; Rita Hudson | 3 episodios                                                                                               |
| 1976      | Delvecchio                                      | Mrs. Fred Nailor                                      | Episodio: "Wax Job"                                                                                       |
| 1977      | Phyllis                                         | Mrs. Snyder                                           | Episodio: "A Baby Makes Six"                                                                              |
| 1977      | Kingston: Confidential                          | Lila Perry                                            | Episodio: "Eight Columns Across the Top"                                                                  |
| 1977      | The Streets of San Francisco                    | Cecilia Roman                                         | Episodio: "Breakup"                                                                                       |
| 1978      | The Love Boat                                   | Arlene Simpson; Glenda Fairbanks                      | 2 episodios                                                                                               |
| 1979      | Carter Country                                  | Florabelle                                            | Episodio: "Teddy's Folly"                                                                                 |
| 1981      | Hart to Hart                                    | Evelyn Carney                                         | Episodio: "What Becomes a Murder Most?"                                                                   |
| 1982      | Archie Bunker's Place                           | Ann Marlowe                                           | Episodio: "Archie's Night Out"                                                                            |
| 1982      | Filthy Rich                                     | Muffy Newkirk                                         | Episodio: "Take This Job and Love It: Part 2"                                                             |
| 1983      | Happy Days                                      | Millicent "Milly" Pfister                             | Episodio: "Hello, Pfisters"                                                                               |
| 1983      | Bring 'Em Back Alive                            | Martha Nielsen                                        | Episodio: "Storm Warning"                                                                                 |
| 1983      | Trauma Center                                   | Dr. Chas Sternhause's Secretary                       | Episodio: "Breakthrough"                                                                                  |
| 1983      | Capitol                                         | Myrna Clegg                                           | |
| 1983–2020 | The Young and the Restless                      | Dina Abbott Mergeron                                  | Papel de contrato (1983–1986); Apariciones como invitada y papel secundario (1991; 1996; 2008; 2017–2020) |
| 1984      | Concrete Beat                                   | Cathy Lord                                            | Telefilme                                                                                                 |
| 1987      | Hill Street Blues                               | Mrs. Fein                                             | Episodio: "She's So Fein"                                                                                 |
| 1987      | Who's the Boss?                                 | Connie                                                | Episodio: "A Farewell to Nick"                                                                            |
| 1988      | Matlock                                         | Roselle                                               | Episodio: "The Hucksters"                                                                                 |
| 1988      | Beauty and the Beast                            | Helen Thompson                                        | Episodio: "Down to a Sunless Sea"                                                                         |
| 1988      | Maybe Baby                                      | Shirley                                               | Telefilme                                                                                                 |
| 1989      | Empty Nest                                      | Elna                                                  | Episodio: "Man of the Year"                                                                               |
| 1989–1990 | Generations                                     | Helen Mullins                                         | |
| 1990      | Adam-12                                         | Carol Miller                                          | Episodio: "Neighbors"                                                                                     |
| 1990      | The Bold and the Beautiful                      | Beth Logan                                            | Papel secundario                                                                                          |
| 1991      | Perfect Strangers                               | Mrs. Catherine Lyons                                  | Episodio: "Speak, Memory"                                                                                 |
| 1991      | The Golden Girls                                | Mujer No.1                                            | Episodio: "Witness"                                                                                       |
| 1991      | White Hot: The Mysterious Murder of Thelma Todd | Mrs. Ford                                             | Telefilme                                                                                                 |
| 1991      | Marilyn and Me                                  | Gladys Baker                                          | Telefilme                                                                                                 |
| 1992      | Baywatch                                        | Trish McClain                                         | Episodio: "Game of Chance"                                                                                |
| 1992      | Sisters                                         | Madeline Brady                                        | Episodio: "The Best Seats in the House"                                                                   |
| 1994      | The Good Life                                   | Kate Donnetti                                         | Episodio: "The Statue"                                                                                    |
| 1994      | Columbo                                         | Sheila Byrnes                                         | Episodio: "Undercover"                                                                                    |
| 1997      | In the House                                    | Mrs. Tuckman                                          | Episodio: "You're the One"                                                                                |
| 1997      | Nash Bridges                                    | Mrs. Van Pelt                                         | Episodio: "Gun Play"                                                                                      |
| 1998      | The Tony Danza Show                             | Mrs. Paxton                                           | Episodio: "Vision Quest"                                                                                  |
| 1999      | Days of Our Lives                               | Claire McIntyre                                       | Papel secundario                                                                                          |
| 1999      | Time of Your Life                               | Lauren                                                | Episodio: "The Time She Got Mobbed"                                                                       |
| 2000      | The President's Man                             | Primera dama Matthews                                 | Telefilme                                                                                                 |
| 2000–2001 | Walker, Texas Ranger                            | Betsy Harper                                          | 3 episodios                                                                                               |

## Premios y nominaciones
| Año  | Premio             | Categoría                                          | Título                     | Resultado | Ref.   |
| ---- | ------------------ | -------------------------------------------------- | -------------------------- | --------- | ------ |
| 2018 | Daytime Emmy Award | Actriz de reparto destacada en una serie dramática | The Young and the Restless | Nominada  | [ 27 ] |
| 2021 | Daytime Emmy Award | Actriz de reparto destacada en una serie dramática | The Young and the Restless | Ganadora  | [ 29 ] |